# Cynorta zuliana
Cynorta zuliana is een hooiwagen uit de familie Cosmetidae.